# لیو یون شان
لیو یون شان (چینی ساده: 刘云山; چینی سنتی: 劉雲山; پین‌یین: Liú Yúnshān; زاده ژوئیه 1947) از رهبران عالی رتبهٔ حزب کمونیست چین و عضو  کمیته دائمی پلیتبوروی حزب کمونیست چین است.